# Fereastra Overtoniană
Fereastra Overtoniană sau Fereastra Overton reprezintă gama de politici acceptabile din punct de vedere politic pentru masele populației la un moment dat. Este, de asemenea, cunoscută sub numele de fereastra discursului. Termenul poartă numele filozofului american Joseph P. Overton, care a afirmat că viabilitatea politică a unei idei depinde în principal de condiția de încadrare în acest domeniu, mai degrabă decât de preferințele individuale ale politicienilor. Potrivit lui Overton, fereastra încadrează gama de politici pe care un politician le poate recomanda fără a părea prea extremă, pentru a obține sau a păstra funcții publice, având în vedere climatul opiniei publice din acel moment.